# Zwieselberg
Zwieselberg és un municipi del cantó de Berna (Suïssa), situat al districte administratiu de Thun.